# 傅兰治
傅兰治（George French，1817年—1881年) 是一位來自英国的法官。他曾擔任塞拉利昂最高法院和英國在華最高法院的首席法官。

## 生平
傅兰治生于西印度群岛的托尔托拉岛，他的父亲马克·戴尔·傅兰治（Mark Dyer French）是西印度群岛的一名大律师，曾担任英属维尔京群岛普通法院的书记官长。傅兰治於1839年獲得劍橋大學岡維爾與凱斯學院学士学位，并于1842年获得硕士学位。 他的父亲在他上大学时去世。 
1844年，傅兰治被林肯律師學院授予律師證書。 
1867年，傅兰治出任塞拉利昂法院的首席法官。  1875年，由於塞拉利昂政府面临严重的财政困难，傅兰治從自己的崗位上退休。
1877年，傅兰治出任英國在華最高法院首席法官。 
1881年11月13日，傅兰治在神户去世。他的墓地位於神户市立外国人墓地。 